# Jericó (ort i Colombia, Boyacá, lat 6,15, long -72,57)
Jericó är en ort i Colombia.   Den ligger i departementet Boyacá, i den centrala delen av landet, 240 km nordost om huvudstaden Bogotá. Jericó ligger 3 075 meter över havet och antalet invånare är 865.
Terrängen runt Jericó är huvudsakligen bergig, men åt sydost är den kuperad. Runt Jericó är det ganska glesbefolkat, med 48 invånare per kvadratkilometer. Närmaste större samhälle är Chita, 11,6 km öster om Jericó. Trakten runt Jericó består i huvudsak av gräsmarker.